# Günter Gerhard Lange
Pour les articles homonymes, voir Lange.
Günter Gerhard Lange, né le 12 avril 1921 à Francfort-sur-l’Oder (Allemagne), mort le 2 décembre 2008 à Munich, est un professeur et créateur de caractères allemand.

## Biographie
Il est connu pour avoir été le directeur artistique et principal collaborateur de la fonderie typographique puis fabrique de photocomposeuses H. Berthold AG, fondée en 1858 par Hermann Berthold.
Mobilisé à dix-huit ans lors de la Seconde Guerre mondiale, il est gravement blessé peu après en France. En 1941, démobilisé, il entreprend des études à l'Akademie für grafische Künste und Buchgewerbe de Leipzig. Il étudie la calligraphie, le dessin de la lettre et l'imprimerie avec le professeur Georg Belwe (en). Diplômé en 1945, il travaille comme assistant du professeur Walter Tiemann (1876-1951) à l’Institut de Leipzig, et est en même temps graphiste freelance et peintre. En 1949 il s’installe à Berlin et reprend des études  à la Hochschule für Bildende Künste.
Lange entame sa collaboration avec Berthold en 1950. Il élabore les polices Derby, Solemnis, Boulevard, Regina, Champion, et révise les classiques Baskerville, Caslon, Garamond, Van Dijk, Walbaum. Il retravaille également le célèbre Akzidenz-Grotesk de 1896.
Professeur, de nombreux créateurs se réclament de son enseignement : Albert Boton, Karl Gerstner, Friedrich Poppl, Kurt Weidemann, Hermann Zapf…

## Caractères
- Arena (1951-1954)
- Solemnis (1953)
- Boulevard (1955)
- Champion (1957)
- El Greco (1964)
- Concorde (1969)
- Concorde Nova (1975)
- Akzidenz-Grotesk Buch
- Franklin Antiqua (1976)
- Berthold Garamond (1972)
- Berthold Walbaum Book (1975)
- Berthold Walbaum Standard (1975)
- Berthold Script (1977)
- Berthold Imago (1982)
- Baskerville
- Berthold Bodoni Old Face (1983)
- Whittingham (1976)

## Sources
- Friedrich Friedt, Nicolaus Ott, Bernard Stein, Typographie, quand, qui, comment, Könemann, 1998